# Mohamed Ejd
Mohamed Ejd Naszer al-Bisí (arabul: محمد عيد ناصر البيشي; Dzsidda, 1987. május 3. –) szaúd-arábiai válogatott labdarúgó.

## Pályafutása

### Klubcsapatban
2006 és 2010 között az El-Áhlí csapatában játszott. 2010 és 2017 között az En-Naszr játékosa volt kölcsönben. 2017 és 2018 között az El-Fajszálí labdarúgója volt.

### A válogatottban
2006 és 2015 között 11 alkalommal játszott a szaúd-arábiai válogatottban. Részt vett a 2006-os világbajnokságon.

## Sikerei, díjai
En-Naszr
- Szaúd-arábiai bajnok (2): 2013–14, 2014–15

Szaúd-Arábia
- Ázsia-kupa döntős (1): 2007